# Okręg wyborczy Worcester
Okręg wyborczy Worcester powstał w 1295 r. i wysyłał do angielskiej, a następnie brytyjskiej, Izby Gmin dwóch deputowanych, a od 1885 r. jednego. Okręg obejmuje miasto Worcester.

## Deputowani do brytyjskiej Izby Gmin z okręgu Worcester

### Deputowani w latach 1660–1885
- 1660–1681: Thomas Street
- 1660–1661: Thomas Hall
- 1661–1679: Rowland Berkeley
- 1679–1685: Francis Winnington
- 1681–1685: Henry Herbert
- 1685–1701: William Bromley
- 1685–1689: Bridges Nanfan
- 1689–1693: John Somers
- 1693–1694: Samuel Swift
- 1694–1695: Charles Cocks
- 1695–1718: Samuel Swift
- 1701–1727: Thomas Wylde
- 1718–1744: Samuel Sandys
- 1727–1734: Richard Lane
- 1734–1741: Richard Lockwood
- 1741–1746: Thomas Winnington, wigowie
- 1744–1747: Henry Harpur
- 1746–1761: Thomas Vernon
- 1747–1748: Thomas Winford
- 1748–1754: Robert Tracy
- 1754–1773: Henry Crabb-Boulton
- 1761–1780: John Walsh
- 1773–1774: Thomas Rous
- 1774–1774: Nicholas Lechmere
- 1774–1784: Thomas Rous
- 1780–1789: William Ward
- 1784–1790: Samuel Smith
- 1789–1802: Edmund Wigley
- 1790–1796: Edmund Lechmere
- 1796–1816: Abraham Robarts
- 1802–1806: Joseph Scott
- 1806–1807: Henry Bromley
- 1807–1818: William Duff-Gordon
- 1816–1826: George Coventry, wicehrabia Deerhurst, torysi
- 1818–1835: Thomas Davies
- 1826–1837: George Richard Robinson
- 1835–1847: Joseph Bailey
- 1837–1841: Thomas Davies
- 1841–1846: Thomas Wilde, wigowie
- 1846–1847: Denis Le Marchant
- 1847–1865: Osman Ricardo
- 1847–1852: Francis Rufford
- 1852–1860: William Laslett
- 1860–1868: Richard Padmore
- 1865–1878: Alexander Sheriff
- 1868–1874: William Laslett
- 1874–1885: Thomas Rowley Hill
- 1878–1880: John Allcroft
- 1880–1885: Aeneas McIntyre

### Deputowani po 1885
- 1885–1906: George Allsopp
- 1906–1908: George Williamson
- 1908–1922: Edward Goulding, Partia Konserwatywna
- 1922–1923: Richard Fairbairn, Partia Liberalna
- 1923–1945: William Greene, Partia Konserwatywna
- 1945–1961: George Ward, Partia Konserwatywna
- 1961–1992: Peter Walker, Partia Konserwatywna
- 1992–1997: Peter Luff, Partia Konserwatywna
- 1997–2010: Michael John Foster, Partia Pracy
- od 2010: Robin Walker, Partia Konserwatywna